# ایمن زاید
ایمُن زاید (به عربی: أیمن زايد؛ زادهٔ ۴ اکتبر ۱۹۸۳) بازیکن سابق و سرمربی کنونی فوتبال ایرلندی - لیبیایی است.
زاید از سال ۲۰۰۲ تا ۲۰۱۱ میلادی سابقه بازی در لیگ‌های فوتبال ایرلند، نروژ و انگلستان و پس از آن سابقه بازی در تیم‌های پرسپولیس و آلومینیوم هرمزگان را دارد.
وی در فصل ۲۰۱۱ در لیگ برتر فوتبال ایرلند با ۲۲ گل زده آقای گل این لیگ شده بود.

## پرسپولیس
وی در نیم فصل دوم سال ۱۳۹۰ با قراردادی به ارزش ۸۵ هزار پوند به تیم پرسپولیس پیوست. او در دومین مسابقهٔ پرسپولیس در لیگ قهرمانان آسیا در برابر الشباب امارات (که در ۲ فروردین ۱۳۹۱ برگزار شد) توانست ۳ گل از ۶ گل پرسپولیس را به ثمر برساند. زاید در آذر ماه ۱۳۹۱، ظاهراً به دلیل نیمکت‌نشین بودن و پس از حدود یک ماه غیبت در تمرینات پرسپولیس، از این تیم جدا شد.
همچنین وی در بازی با تیم راه‌آهن شهرری در هفته سی و پنجم یازدهمین دوره لیگ برتر فوتبال ایران توانست سه گل به ثمر برساند و تعداد هتریک‌هایش را به عدد ۳ برساند.

## داربی ۷۴
ایمن زاید در شهرآورد هفتاد و چهارم تهران دو تیم پرسپولیس و استقلال تهران با زدن سه گل در ده دقیقه پایانی بازی موجب پیروزی تیم پرسپولیس شد؛ این در حالی بود که وی به عنوان بازیکن جانشین در نیمهٔ دوم به زمین آمده بود و پرسپولیس ده نفره بود. وی بهترین بازیکن این دیدار نیز معرفی شد.

## آلومینیوم هرمزگان
در ۲۲ دی ۱۳۹۱، زاید به تیم آلومینیوم هرمزگان پیوست و در اولین بازی خود برای این تیم در برابر تیم سایپا در ۲۰ ثانیه پس از ورود به زمین موفق به گلزنی شد.

## آمار گلزنی
| باشگاهی | باشگاهی           | باشگاهی  | لیگ  | لیگ | جام      | جام      | قاره | قاره | مجموع | مجموع |
| فصل     | باشگاه            | لیگ      | بازی | گل  | بازی     | گل       | بازی | گل‌   | بازی  | گل‌    |
| ایران   | ایران             | ایران    | لیگ  | لیگ | جام حذفی | جام حذفی | آسیا | آسیا | مجموع | مجموع |
| ------- | ----------------- | -------- | ---- | --- | -------- | -------- | ---- | ---- | ----- | ----- |
| ۹۰–۹۱   | پرسپولیس تهران    | لیگ برتر | ۹    | ۷   | ۰        | ۰        | ۶    | ۵    | ۱۵    | ۱۲    |
| ۹۱–۹۲   | آلومینیوم هرمزگان | لیگ برتر | ۶    | ۱   | ۰        | ۰        | ۰    | ۰    | ۶     | ۱     |